# Jasmine Baird
Jasmine Baird (Mississauga, 29 giugno 1999) è una snowboarder canadese, specializzata in slopestyle e big air.

## Biografia
Originaria di Mississauga e attiva a livello internazionale dal febbraio 2017, Jasmine Baird ha debuttato in Coppa del Mondo il 25 marzo dello stesso anno, giungendo 9ª nello slopestyle di Špindlerův Mlýn. Il 26 gennaio 2019 ha ottenuto, nella stessa specialità, ad Alpe di Siusi, il suo primo podio nel massimo circuito, classificandosi al 3º posto nella gara vinta dalla svizzera Isabel Derungs. 
In carriera ha preso parte ad un'edizione dei Giochi olimpici invernali e a due dei Campionati mondiali di snowboard.

## Palmarès

### Coppa del Mondo
- Miglior piazzamento in classifica generale freestyle: 3ª nel 2022
- Miglior piazzamento nella Coppa del Mondo di big air: 4ª nel 2022
- Miglior piazzamento nella Coppa del Mondo di slopestyle: 3ª nel 2022
- 7 podi:
  - 1 vittoria
  - 2 secondi posti
  - 4 terzi posti

#### Coppa del Mondo - vittorie
| Data             | Luogo    | Paese  | Disciplina |
| ---------------- | -------- | ------ | ---------- |
| 10 dicembre 2022 | Edmonton | Canada | BA         |

Legenda:

BA = big air